# Кисень
Ки́сень (також оксиге́н, або оксиґе́н; хімічний знак — {\displaystyle {\ce {O}}}, лат. oxygenium) — хімічний елемент з атомним номером 8, що належить до головної підгрупи (або підгрупи кисню) VI групи періодичної системи елементів (16-ї групи за номенклатурою IUPAC), 2-го періоду. Його простими речовинами є гази кисень {\displaystyle {\ce {(O2)}}} та озон {\displaystyle {\ce {(O3)}}}. Примітка. В українській мові протягом 1994 — 2019 рр., в рамках реформи хімічної термінології, діяв стандарт ДСТУ 2439-94, згідно з яким хімічний елемент мав назву «Оксиген». З 2019 року назву «Оксиген» скасовано, рекомендовано «кисень» як єдину назву хімічного елемента і найпоширенішої його простої речовини, але дозволено для елемента назву «оксиґен».

## Загальний опис
| 8       | Кисень |
| O15,999 |        |
| 2s22p4  |        |

Оксиґен — «той, що породжує кислоту» (грец.). Атомний номер кисню — 8; атомна маса — 15,9994. Електронна конфігурація — [He] 2s2 2p4. Кисень утворює сполуки з усіма елементами, крім гелію, аргону та неону. При нормальних умовах кисень — газ, що складається з двоатомних молекул. При 90,18 К кисень конденсується в блідо-блакитну рідину, при 54,36 К твердне.
Густина рідкого кисню — 1,144 г/см³; температура плавлення становить −218 °C, температура кипіння становить −183 °C.
З деякими металами кисень утворює пероксиди {\displaystyle {\ce {Me2O2}}}, надпероксиди {\displaystyle {\ce {MeO2}}}, озоніди {\displaystyle {\ce {MeO3}}}, з горючими газами — вибухові суміші.
Елемент кисень займає 3-тє місце після водню та гелію за поширеністю у Всесвіті. Він — найпоширеніший хімічний елемент на Землі — 47 % маси земної кори, 85,7 % маси гідросфери, 23,15 % маси атмосфери, 79 % і 65 % маси рослин і тварин відповідно. За об'ємом кисень займає 92 % об'єму земної кори. Відомо близько 1400 мінералів, які містять кисень, головні з них — кварц, польові шпати, слюда, глинисті мінерали, карбонати. Понад 99,9 % кисню Землі перебуває в зв'язаному стані. Кисень — головний чинник, який регулює розподіл елементів у планетарному масштабі. Вміст його з глибиною закономірно меншає. Кількість кисню в магматичних породах змінюється від 49 % в кислих ефузивах і гранітах до 38-42 % в дунітах і кімберлітах. Вміст кисню в метаморфічних породах відповідає глибині їхнього формування: від 44 % в еклогітах до 48 % в кристалічних сланцях. Максимум кисню — в осадових породах — 49-51 %. Виключну роль в геохімічних процесах відіграє вільний кисень — молекулярний кисень, значення якого визначається його високою хімічною активністю, великою міграційною здатністю і постійним, відносно високим вмістом у біосфері, де він не тільки витрачається, але й відтворюється. Вважають, що вільний кисень з'явився у протерозої внаслідок фотосинтезу.
У гіпергенних процесах кисень — один з основних агентів, він окиснює сірководень і нижчі оксиди. кисень визначає поведінку багатьох елементів: підвищує міграційну здатність халькофілів, окиснюючи сульфіди до рухливих сульфатів, знижує рухливість заліза і мангану, осаджуючи їх у вигляді гідроксидів і зумовлюючи цим їх розділення. У водах океану вміст кисню змінюється: влітку океан віддає кисень в атмосферу, взимку поглинає його. Полярні регіони збагачені киснем. Важливе геохімічне значення мають сполуки кисню, зокрема вода.
Основний промисловий метод отримання кисню — розділення повітря методом глибокого охолодження. Як побічний продукт кисень отримують при електролізі води. Розроблений спосіб отримання кисню методом вибіркової дифузії газів через молекулярні сита. Газ кисень застосовується в металургії для інтенсифікації доменних і сталеплавильних процесів, при виплавці кольорових металів у шахтних печах, бесемеруванні штейнів та ін. (понад 60 % споживаного кисню); як окисник у багатьох хімічних виробництвах; в техніці — при зварюванні і різанні металів; при підземній газифікації вугілля тощо; озон — при стерилізації питної води і дезінфекції приміщень. Рідкий кисень використовують як окисник для деяких різновидів ракетних палив.

## Історія
VIII ст. — китайський учений Мао — встановив наявність у повітрі газу, який підтримує дихання і горіння. Однак європейці кисень відкрили майже через 1000 років.
У 17 столітті англійський вчений Джон Мейоу провів досліди, з яких він зробив висновок, що якась складова частина повітря (не все повітря) необхідна і для горіння, і для дихання. Він назвав її «селітряно-повітряним спиритом» або «нітро-повітрям» («spiritus igneo-aereus» або «nitro-aereus»). Д. Мейоу встановив, що активна складова повітря, що підтримує горіння і дихання, становить приблизно п'яту частину повітря. Відкрили кисень в 1773 році шведський хімік К. В. Шеєле і незалежно від нього в 1774 році — англійський вчений Джозеф Прістлі. Французький хімік Антуан Лавуазьє дав елементу назву і до 1777 року створив кисневу теорію дихання, горіння і окиснення. У вільному вигляді відомий, як молекулярний кисень (O2) та озон (O3).
Видатний шведський хімік К. В. Шеєле у 1771 р. встановив, що повітря складається з кисню й азоту.
Важливим етапом, що сприяв відкриттю кисню, були роботи французького хіміка П'єра Байєна, який опублікував роботи по окисленню ртуті і подальшого розкладання її оксиду.
1774 р. — Дж. Прістлі добув кисень розкладом оксиду ртуті (ІІ).
Усе ж головні особи в історії відкриття кисню не К. В. Шеєле і не Дж. Прістлі. Вони відкрили новий газ — кисень, попри це і до кінця своїх років залишаючись ревними захисниками теорії флогістону, яка тривалий час гальмувала розвиток науки. Особливе значення в історії відкриття кисню мають праці А. Лавуазьє. Він (1775 р.) встановив, що кисень — складова частина повітря, створив кисневу теорію горіння (за 200 років вона не тільки не була спростована, а й отримала безліч підтверджень своєї правильності), яка прийшла на зміну теорії флогістону.
У 1898 р. англійський вчений Томпсон, лорд Кельвін, попереджав, що людству загрожує задуха, оскільки в повітря виділяється величезна кількість вуглекислого газу не тільки від дихання, а й від промислових підприємств.

## Поширення в природі
Кисень — найпоширеніший на Землі елемент, вміст його становить 47 % за масою (здебільшого у формі оксидів), у повітрі (тропосфері) кисню (O2) — 20,93 % за об'ємом, або 23 % за масою. До складу води входить 88,8 м.% кисню, в морській воді — 85,7 м.%. Він входить до складу більшості гірських порід, ґрунтів, а також клітин усіх рослинних і, тваринних організмів. Кисень в цілому становить 30-85 % маси тваринних і рослинних тканин. Він входить до складу білків, нуклеїнових кислот, жирів, вуглеводів тощо. Вільний кисень відіграє велику роль в біохімічних і фізіологічних процесах, зокрема в диханні. При недостатньому постачанні організму тварин і людини киснем розвивається гіпоксія. Зелені рослини і деякі бактерії є джерелом вільного кисню на Землі.
У Всесвіті кисень — третій за поширеністю хімічний елемент після водню й гелію.

## Фізичні властивості
Кисень — безбарвний газ без запаху і смаку. При температурі -183 °С він скраплюється у рідину голубуватого кольору, яка при -218,7 °С замерзає в синю кристалічну масу. Розчинність кисню у воді невелика і при звичайній температурі становить всього 3,1 см³ в 100 г води. У продаж кисень поступає в сталевих балонах під тиском приблизно 150 атм.
Твердий кисень (температура плавлення -218,79 °C) існує у вигляді синіх кристалів.
Відомі шість кристалічних фаз, з яких три існують при тиску в 1 атм.:
1. α-О2 — існує при температурі нижче 23,65 K; яскраво-сині кристали належать до моноклінної сингонії, параметри комірки a = 5,403 Å, b = 3,429 Å, c = 5,086 Å; β = 132,53 °[6].
2. β-О2 — існує в інтервалі температур від 23,65 до 43,65 К; блідо-сині кристали (при підвищенні тиску колір переходить в рожевий) мають ромбоедричну ґратку, параметри комірки a = 4,21 Å, α = 46,25 °[6].
3. γ-О2 — існує при температурах від 43,65 до 54,21 К; блідо-сині кристали мають кубічну симетрію, з періодами решітки a = 6,83 Å[6].

## Хімічні властивості

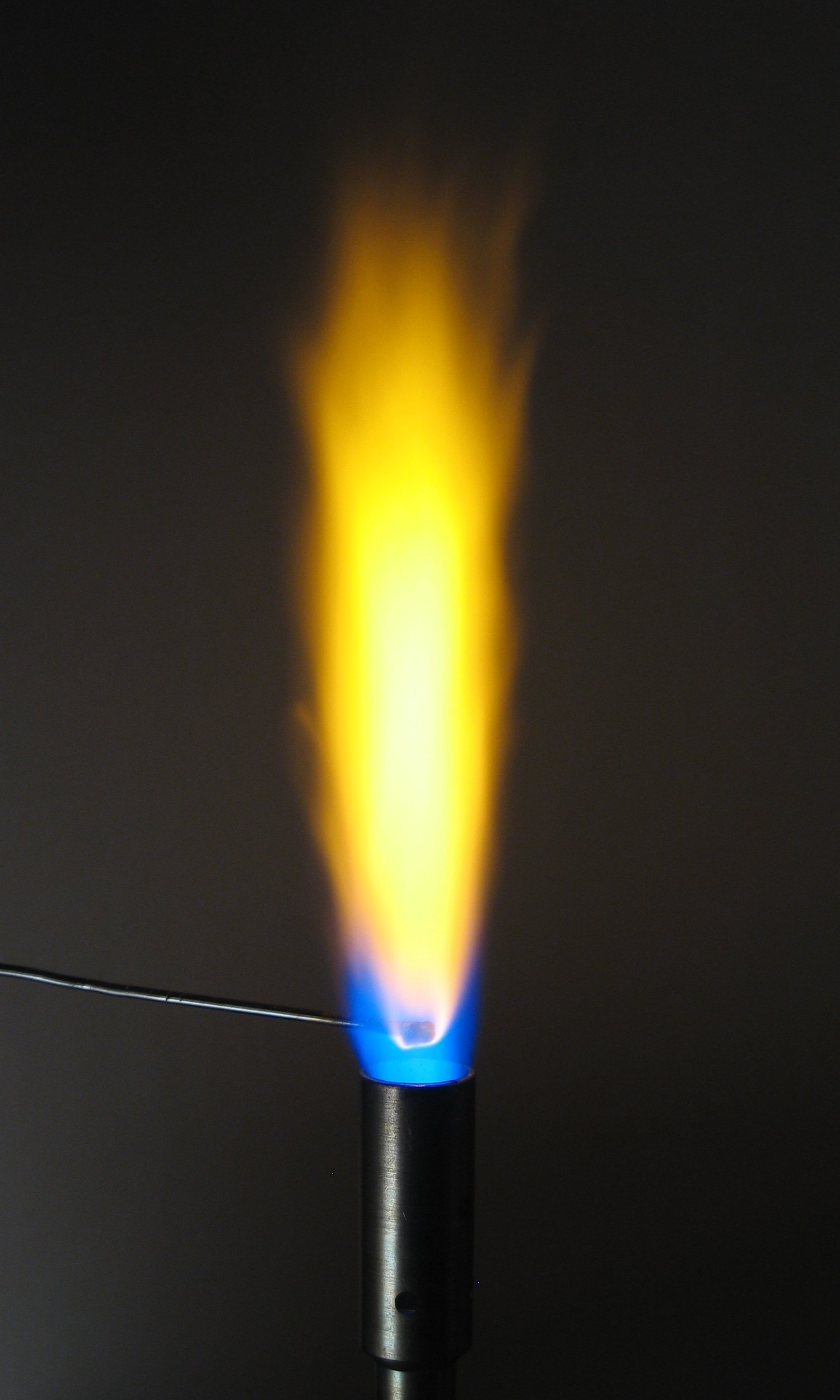
Окиснення натрію з типовим забарвленням полум'я

Кисень належить до головної підгрупи шостої групи періодичної системи хімічних елементів. Його порядковий номер 8.
Молекула кисню складається з двох атомів. Хімічний зв'язок ковалентний. Спрощена структурна формула: O = O. Основний стан молекули кисню триплетний, тобто молекула кисню — бірадикал. Два електрони утворюють ковалентний зв'язок, два інші — антизв'язану пару. Цим пояснюється те, що молекулярний кисень парамагнетик.
Існує також високоенергетична синглетна форма молекули кисню. Вона дуже хімічно активна, і швидко реагує з органічними сполуками. Синглетний кисень утворюється в процесі фотосинтезу, та імунною системою. Він також виникає у тропосфері внаслідок фотолізу озону.
Маючи у зовнішній електронній оболонці шість електронів, атоми кисню енергійно приєднують від атомів інших елементів два електрони, яких їм бракує для завершення валентної оболонки, і перетворюються на від'ємні двовалентні іони:
O + 2e = O2-
При цьому кисень проявляє свої окиснювальні властивості. Серед усіх хімічних елементів він є одним з найсильніших окисників і поступається в цьому тільки перед фтором. Кисень безпосередньо сполучається з усіма елементами, за винятком інертних газів, галогенів і благородних металів. Хімічна активність кисню зростає з підвищенням температури.
{\displaystyle {\ce {4Na + O2 -> 2Na2O}}}.
Кисень добре розчинний в органічних розчинниках, поглинається тонкими порошками металів, вугілля. Утворює сполуки з усіма елементами, крім гелію, аргону і неону. На основі типів і властивостей кисневих сполук побудована класифікація неорганічних сполук. З металами й неметалами кисень утворює оксиди сполук, з лужними металами, крім літію, — пероксиди. Взаємодія речовин з киснем значно прискорюється при нагрівальній дії електричних розрядів, під тиском, при наявності каталізаторів, особливо води. В суміші з горючими газами й парою, з тонкими порошками багатьох металів й органічних речовин кисень-газ утворює вибухові суміші. Він легко окиснює органічні сполуки.
{\displaystyle {\ce {CH3CH2OH + 3O2 -> 2CO2 + 3H2O}}}.

## Отримання
У лабораторіях кисень звичайно одержують термічним розкладанням деяких пероксидів, солей деяких оксигеновмісних кислот (наприклад, перманганату калію KMnO4, бертолетової солі KClO3):
2KClO3 = 2KCl + 3O2 ↑
При 368 °C ця сіль плавиться, а близько 400 °C починає розкладатися. У присутності двоокису марганцю MnO2 (каталізатор) температура розкладу знижується і реакція проходить легше.
У промисловості кисень добувають фракційною перегонкою рідкого повітря і електролізом води. З цією метою повітря спочатку скраплюють сильним охолодженням під великим тиском, а потім повільно випаровують з нього азот.
Дуже чистий кисень добувають електролізом водного розчину натрій гідроксиду NaOH з застосуванням нікелевих електродів. При цьому на катоді відновлюються катіони водню, а на аноді окислюються гідроксильні аніони з виділенням кисню.
Електродні реакції можна позначити такими рівняннями:
Катод(-)| Na+, H2O | 2H2O + 2e- = Н2↑ + 2OH- |x2
Анод(+) | OH-, H2O | 4ОН- — 4e- = O2↑ + 2H2O |x1
{\displaystyle {\ce {4H2O + 4OH- = 2H2 (^) + 4OH- + O2 (^) + 2H2O}}}
{\displaystyle {\ce {2H2O \ = \ 2H2 (^) + O2 (^)}}}
В цілому електроліз водного розчину {\displaystyle {\ce {NaOH}}} зводиться до електролізу води, проте розчин {\displaystyle {\ce {NaOH}}} має кращу, ніж вода, електролітичну провідність, що й зумовлює його використання.
Електролітичним способом кисень одержують і для промислових потреб, зокрема там, де є дешева електрична енергія.

## Застосування
Кисень повітря має надзвичайно важливе значення для процесів горіння. Спалюючи різні види палива, одержують тепло, яке використовують для задоволення найрізноманітніших потреб, в тому числі для перетворення його в механічну і електричну енергію. За участі кисню повітря згоряє паливо на теплоелектростанціях, пальне у двигунах автомобілів, випалюють металічні руди на заводах кольорової металургії.

### Зварюваннята різання металів
Чистий кисень з ацетиленом широко використовують для так званого автогенного зварювання стальних труб та інших залізних конструкцій і їх різання. Для цього служить спеціальний пальник, який складається з двох металічних трубок, вставлених одна в одну. У простір між трубками пропускають ацетилен і запалюють, а потім по внутрішній трубці пропускають кисень. Обидва гази, подаються з балонів під тиском. Температура у киснево-ацетиленовому полум'ї — до 2000 °C, при такій температурі плавиться більшість металів.

### У медицині

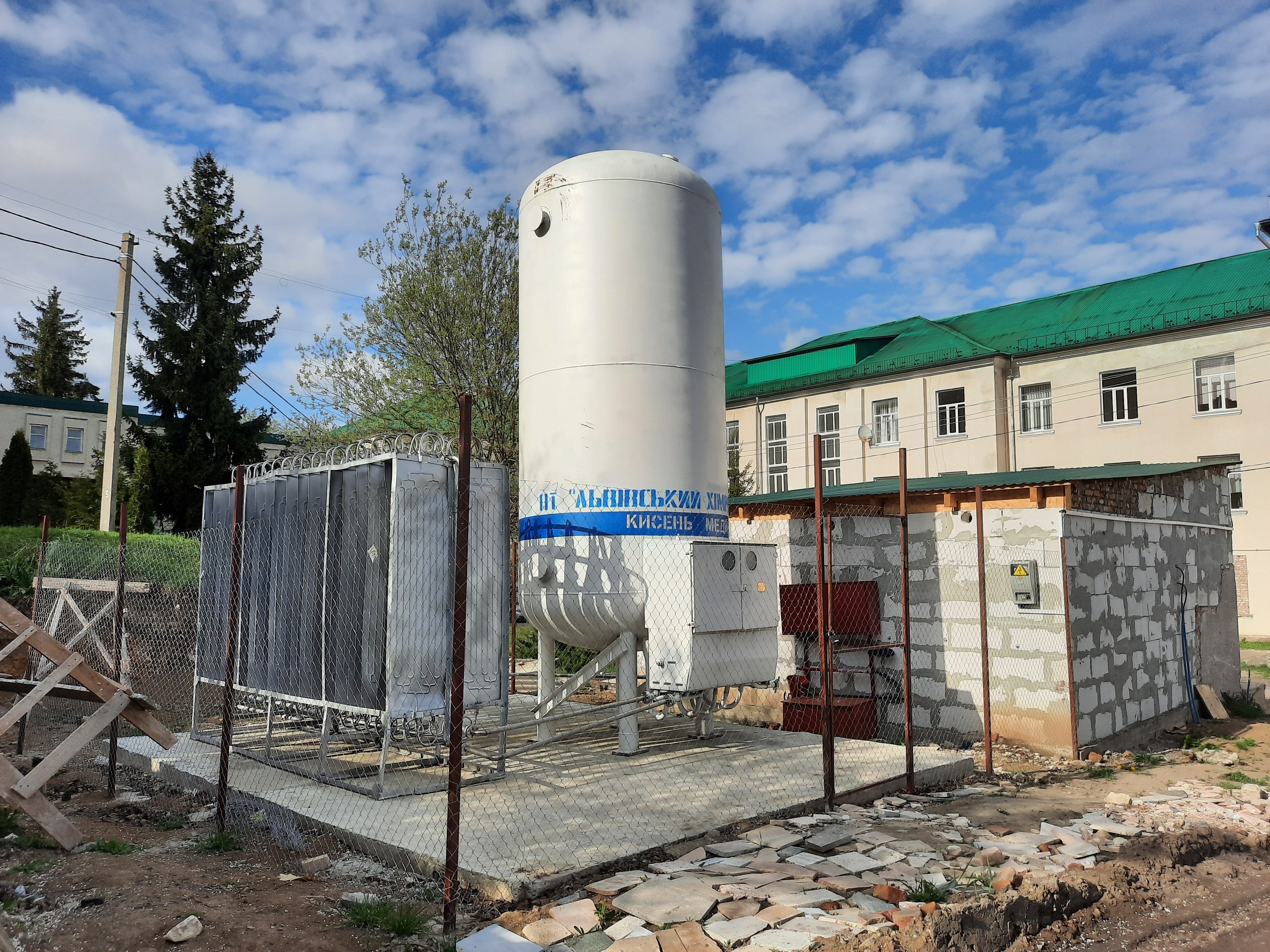
Киснева станція (кріогенний газифікатор) на заході України.

Кисень — найважливіший біогенний хімічний елемент, що забезпечує дихання більшості живих організмів на Землі. Фізіологічна дія кисню різнобічна, але вирішальне значення в його лікувальному ефекті має здатність відшкодовувати нестачу кисню в тканинах організму при гіпоксії (недостатнього постачання тканин киснем або порушення його засвоєння).
Інгаляціями (вдиханням) кисню широко користуються при різних захворюваннях, що супроводжуються гіпоксією (нестачею кисню): при захворюваннях органів дихання (пневмонія, набряк легень тощо), серцево-судинної системи (серцева недостатність, коронарна недостатність, різке падіння артеріального тиску тощо), отруєннях чадним газом, синильною кислотою, задушливими речовинами (хлор, фосген та ін.), а також при інших захворюваннях з порушенням функції дихання і окисних процесів.
У анестезіологічній практиці кисень широко застосовується в суміші з інгаляційними наркотичними анальгетиками. Чистим киснем і сумішшю його з вуглекислотою користуються при ослабленні дихання в післяопераційному періоді, при інтоксикаціях тощо.
Широко користуються киснем для проведення гіпербаричної медицини, яка включає гіпербаричну декомпресію при кесонній хворобі та гіпербаричну оксигенацію — застосування кисню під підвищеним тиском, яка має високу ефективність цього методу в хірургії, інтенсивній терапії тяжких захворювань, особливо в кардіології, реаніматології, неврології та інших областях медицини.
Застосовують також ентеральну оксигенотерапію (введення кисню в кишку або шлунок) шляхом введення в шлунок кисневої піни, що застосовують у вигляді так званого кисневого коктейлю. Його використовують для загального поліпшення обмінних процесів у комплексній терапії серцево-судинних захворювань, порушень обміну речовин та інших патологічних станів, пов'язаних з кисневою недостатністю організму.
Чистим киснем користуються для дихання також льотчики при високих польотах, водолази, на підводних човнах тощо.
Кисневі подушки застосовують при деяких захворюваннях для полегшення дихання.

### У металургії
Кисень широко застосовується для інтенсифікації хімічних та металургійних процесів. Чистий кисень використовують, зокрема при виробництві сульфатної і нітратної кислот, синтетичного метилового спирту CH3OH та інших хімічних продуктів.
При вдуванні в доменну піч збагаченого киснем повітря значно підвищується температура печі, прискорюється процес виплавки чавуну, збільшується продуктивність домни і економиться кокс. 1871 року Генрі Бессемер взяв патент на вдування у піч повітряного дуття, збагаченого киснем.
Збагачення дуття киснем дозволяє інтенсифікувати доменний процес. У повітрі міститься приблизно 21 % кисню. Отримане з атмосфери дуття також міститиме 21 % кисню. Однак, дуття можна збагатити, додавши до нього кисень перед вдуванням у піч. Чим більше кисню міститиме дуття, тим більше палива можна спалити у одиницю часу, тобто ве́сти доменний процес більш прискорено. 1 % додаткового кисню у дутті дає збільшення виробництва приблизно на 3 %.
Ідея про доцільність збагачення дуття киснем була висловлена ще у XIX столітті. Однак, широке використання збагаченого киснем повітря у доменному виробництві і у металургії взагалі затрималося на довгий час. Це було зумовлено високою вартістю кисню, а також порушеннями у технологічному процесі, що виникали при виплавці переробних чавунів.
Після багатьох промислових дослідів була відпрацьована теорія і технологія доменної плавки з використанням збагаченого киснем дуття.

### Усільському господарстві
У тепличному господарстві, для виготовлення кисневих коктейлів, для збільшення маси тварин, для збагачення киснем водного середовища в рибництві.

### Ракетне паливо
Окисником для ракетного палива слугує рідкий кисень, пероксид водню, азотна кислота та інші багаті киснем сполуки.
Суміш рідкого кисню і рідкого озону — один з найпотужніших окисників ракетного палива (питомий імпульс суміші водень-озон перевищує питомий імпульс для пари водень-фтор та водень-фторид кисню).

### Вибухові речовини
Для виготовлення вибухових сумішей — так званих оксиліквітів використовують рідкий кисень. Це суміші деревної тирси, сухого торфу, порошку вугілля та інших горючих речовин, спресованих у спеціальних патронах і просочених перед вживанням рідким киснем. При запаленні такої суміші електричною іскрою вона вибухає з великою силою. Оксиліквіти застосовують при розробці рудних покладів підривним способом, при прокладці тунелів у горах, ритті каналів тощо.

### Інше
У 1990-х роках стали популярними кисневі бари, де за окрему плату можна подихати збагаченим киснем повітрям. Перший такий бар був відкритий в Лас-Вегасі.

## Біологічна роль кисню
Більшість живих істот (аероби) дихають киснем повітря. Широко використовують кисень у медицині. При серцево-судинних захворюваннях, для поліпшення обмінних процесів, у шлунок вводять кисневу піну (кисневий коктейль). Підшкірне введення кисню використовують при трофічних виразках, слоновості, гангрени та інших серйозних захворюваннях. Для знезараження та дезодорації повітря та очищення питної води застосовують штучне збагачення озоном. Радіоактивний ізотоп кисню 15O застосовується для досліджень швидкості кровотоку, легеневої вентиляції.

## Токсичні похідні кисню
Деякі похідні кисню (т. зв. реактивні форми кисню), такі як синглетний кисень, перекис водню, супероксид, озон і гідроксильний замісник, є високотоксичними продуктами. Вони утворюються в процесі активування або часткового відновлення кисню. Супероксид (супероксидний замісник), перекис водню і гідроксильний замісник можуть утворюватися в клітинах і тканинах організму людини і тварин і викликають оксидативний стрес.

## Ізотопи
Кисень має три стійкі ізотопи: 16О, 17О і 18О, середній вміст яких становить відповідно 99,759 %, 0,037 % і 0,204 % від загального числа атомів кисню на Землі. Різке переважання в суміші ізотопів найлегшого з них 16О пов'язане з тим, що ядро атома 16О складається з 8 протонів і 8 нейтронів (двічі магічне ядро із заповненими нейтронною і протонною оболонками). А такі ядра, як випливає з теорії будови атомного ядра, особливо стійкі.
Також відомі радіоактивні ізотопи кисню: від 12О до 24О. Усі радіоактивні ізотопи кисню мають малий період напіврозпаду, а 12O розпадається за 5,8× 10−22 секунди.

## Цікаві факти про кисень
- Кисень повітря, від якого залежить життя людини, вперше з'явився в атмосфері Землі завдяки діяльності фотосинтезуючих бактерій.
- Кисень — один з найбільш хімічно активних елементів. Ось чому в земній корі кисень зазвичай перебуває у зв'язному вигляді у складі інших хімічних сполук.
- При температурі −182,926 °C кисень конденсується на блідо-блакитну рідину. При −218,4 °C він замерзає.
- Більшість живих організмів залежить від кисню. Маючи високу хімічну активність, він здатний окислювати («забирати» електрони) у багатьох хімічних речовин. Ці реакції відбуваються з виділенням енергії необхідної для підтримання всіх життєвих процесів організму. Процес окиснення органічних речовин киснем відбувається в мітохондріях життєвих клітин і називається клітинним диханням.
- У 1785 році Антуан Лоран Лавуазьє відкрив, що вода — сполука кисню та водню.[8] До того вода вважалася простою речовиною.
- Лавуазьє відкрив роль кисню у процесах горіння, за що у Берліні прихильниками теорії флогістону він був присуджений до спалення на вогнищі як єретик науки. За відсутності самого єретика, аутодафе відбулося in effigie, символічно: було спалено його праці та портрет.[9][10]
- Газ озон, молекули якого містять 3 атоми кисню, становить 0,00006 % повітря. Він утворюється при дисоціації (розпаді) двоатомних молекул кисню під дією ультрафіолетових променів сонячного спектра.
- Вчені NASA знайшли в екзосфері — верхньому шарі атмосфери — супутника Сатурна Діони кисень. Дане відкриття, за словами дослідників, підтверджує теорію про те, що в атмосфері більшості супутників газових гігантів Юпітера і Сатурна міститься кисень. Водночас професор Лондонського університету Ендрю Коатс заявив, що на Діоні не виявлено ознак наявності води, а отже, вона непридатна для життя. Проте, зауважив учений, на інших супутниках вдалося виявити наявність льоду і води, а це означає, що там можуть бути виявлені форми життя[11].
- Валентність кисню не є постійною 2[джерело?]. Учені вже досліджують сполуки, у яких кисень виявляє валентності 1, 3 або 4. Цю властивість можна прослідкувати так: на зовнішньому енергетичному рівні кисень має 6 електронів: 2 на 2s рівні та 4 на 2p рівні. Таким чином, він утворює 2 сполуки за обмінним методом та 2 за донорно-акцепторним (кисень — донор електронної пари). Сумарно кисень може утворити 4 сполуки, а це значить, що вища валентність кисню дорівнює чотирьом. Валентність 1 та 3 можна отримати, якщо приєднувати чи забирати електрони з 2p рівня.